# Udatxni
Udatxni (en rus Уда́чный) és una ciutat russa de la República de Sakhà situada a 1.370 quilòmetres al nord-oest de Iakutsk, al riu Markha, i a 550 de Mirni. La seva població l'any 2002 era de 15.698 habitants.
Es va fundar l'any 1968 i té la consideració de ciutat des de l'any 1987. La ciutat té tres zones: la segura, la nova i la polar. L'economia es basa en l'extracció de diamants en la mina homònima, a cel obert, descoberta el 1955.

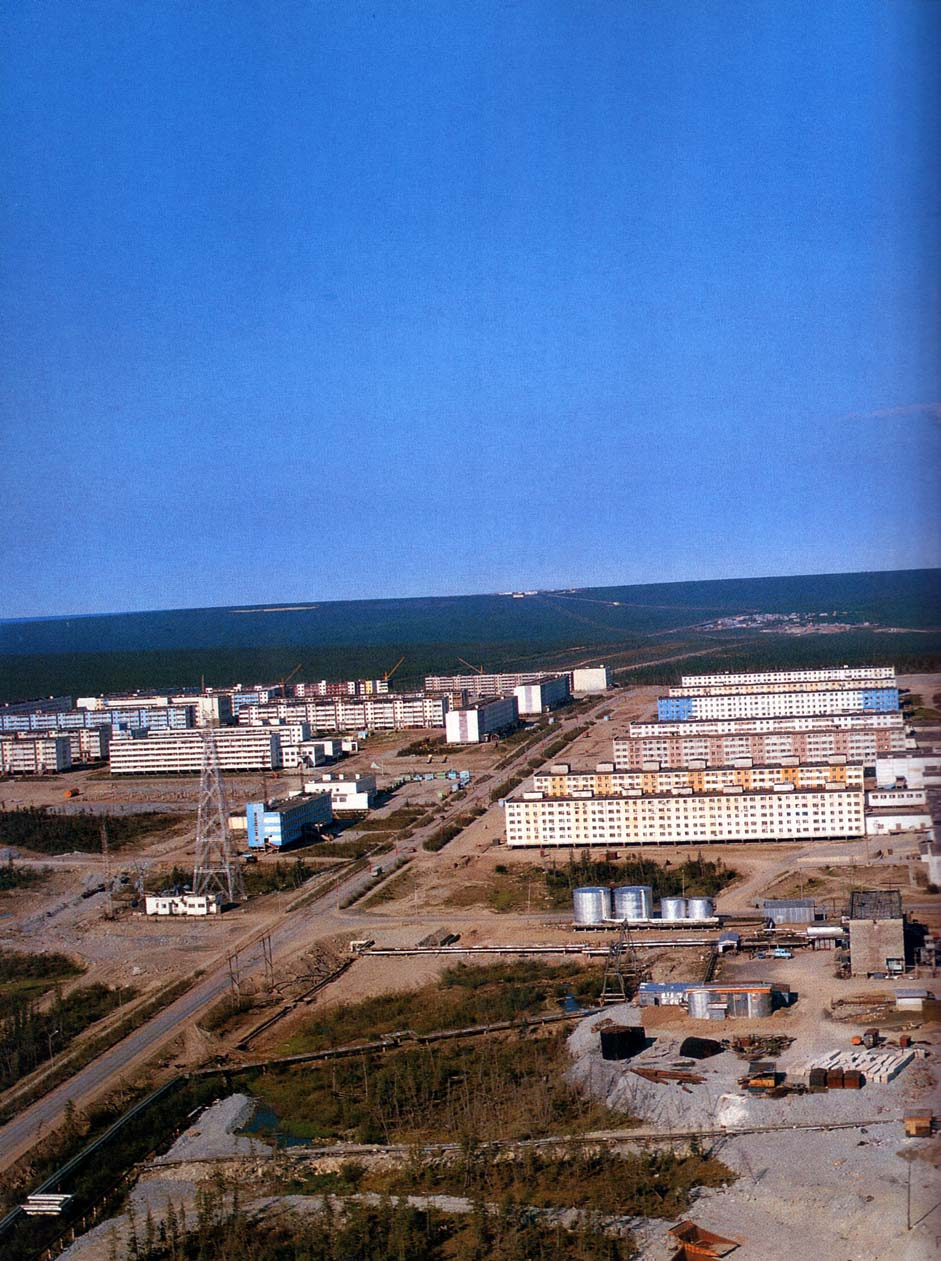
Vista d'Udatxni